# Джордано Корсі
Джордано Корсі (італ. Giordano Corsi, 9 січня 1908, Гонцага — 29 липня 1958, Трієст) — італійський футболіст, що грав на позиції півзахисника. По завершенні ігрової кар'єри — тренер.
Виступав, зокрема, за клуб «Болонья», а також національну збірну Італії.
Чотириразовий чемпіон Італії.

## Клубна кар'єра
У дорослому футболі дебютував 1929 року виступами за команду «Верона», в якій провів три сезони, взявши участь у 72 матчах чемпіонату.
Протягом 1932—1933 років захищав кольори клубу «Падова».
Своєю грою за останню команду привернув увагу представників тренерського штабу клубу «Болонья», до складу якого приєднався 1933 року. Відіграв за болонську команду наступні вісім сезонів своєї ігрової кар'єри. Більшість часу, проведеного у складі «Болоньї», був основним гравцем команди. За цей час чотири рази виборював титул чемпіона Італії.
У 1934 році здобув кубок Мітропи. Команда на своєму шляху пройшла угорські команди «Бочкаї» (2:0, 1:2) у 1/8 фіналу і «Ференцварош» (1:1, 5:1) у 1/2 фіналу, а також австрійські «Рапід» (6:1, 1:4) у 1/4 фіналу і «Адміру» (2:3, 5:1) у фіналі. У 1937 році також перемагав з командою у представницькому міжнародному виставковому турнірі в Парижі. 
Завершив ігрову кар'єру у команді «Віз Пезаро», за яку виступав протягом 1941—1943 років.

## Виступи за збірну
1935 року дебютував в офіційних матчах у складі національної збірної Італії. Загалом протягом кар'єри у національній команді, яка тривала 3 роки, провів у її формі 6 матчів.

## Кар'єра тренера
Розпочав тренерську кар'єру, ще продовжуючи грати на полі, 1941 року, очоливши тренерський штаб клубу «Віз Пезаро». Досвід тренерської роботи обмежився цим клубом.
Помер 29 липня 1958 року на 51-му році життя у місті Трієст.
| Дата       | Місто  | Господарі      | Результат | Гості    | Турнір                             | Голи | Примітки |
| ---------- | ------ | -------------- | --------- | -------- | ---------------------------------- | ---- | -------- |
| 24-3-1935  | Відень | Австрія        | 0 – 2     | Італія   | Кубок Центральної Європи 1933-1935 | -    |          |
| 27-10-1935 | Прага  | Чехословаччина | 2 – 1     | Італія   | Кубок Центральної Європи 1933-1935 | -    |          |
| 25-4-1937  | Турин  | Італія         | 2 – 0     | Угорщина | Кубок Центральної Європи 1936-1938 | -    |          |
| 23-5-1937  | Прага  | Чехословаччина | 0 – 1     | Італія   | Кубок Центральної Європи 1936-1938 | -    |          |
| 27-5-1937  | Осло   | Норвегія       | 1 – 3     | Італія   | товариський матч                   | -    |          |
| 31-10-1937 | Женева | Швейцарія      | 2 – 2     | Італія   | Кубок Центральної Європи 1936-1938 | -    |          |
| Усього     |        | Матчів         | 6         |          | Голів                              | 0    |          |

### Статистика виступів у кубку Мітропи
| №                      | Розіграш               | Стадія                 | Дата та місце проведення | Команда 1              | Рахунок                                              | Команда 2         | Голи та інші дії |
| ---------------------- | ---------------------- | ---------------------- | ------------------------ | ---------------------- | ---------------------------------------------------- | ----------------- | ---------------- |
| 1                      | 1934                   | 1/8                    | 17.06.1934, Болонья      | Болонья                | 2:0 [Архівовано 5 травня 2021 у Wayback Machine.]    | Бочкаї (Дебрецен) |                  |
| 2                      | 1934                   | 1/8                    | 24.06.1934, Будапешт     | Бочкаї (Дебрецен)      | 2:1 [Архівовано 5 травня 2021 у Wayback Machine.]    | Болонья           |                  |
| 3                      | 1934                   | 1/4                    | 1.07.1934, Болонья       | Болонья                | 6:1 [Архівовано 25 лютого 2021 у Wayback Machine.]   | Рапід (Відень)    |                  |
| 4                      | 1934                   | 1/4                    | 8.07.1934, Відень        | Рапід (Відень)         | 4:1 [Архівовано 25 лютого 2021 у Wayback Machine.]   | Болонья           |                  |
| 5                      | 1934                   | 1/2                    | 15.07.1934, Будапешт     | Ференцварош            | 1:1 [Архівовано 5 травня 2021 у Wayback Machine.]    | Болонья           |                  |
| 6                      | 1934                   | 1/2                    | 22.07.1934, Болонья      | Болонья                | 5:1 [Архівовано 5 травня 2021 у Wayback Machine.]    | Ференцварош       |                  |
| 7                      | 1934                   | Фінал                  | 5.09.1934, Відень        | Адміра (Відень)        | 3:2 [Архівовано 25 лютого 2021 у Wayback Machine.]   | Болонья           |                  |
| 8                      | 1934                   | Фінал                  | 9.09.1934, Болонья       | Болонья                | 5:1 [Архівовано 25 лютого 2021 у Wayback Machine.]   | Адміра (Відень)   |                  |
| 9                      | 1936                   | 1/8                    | 21.06.1936, Болонья      | Болонья                | 2:1 [Архівовано 5 листопада 2020 у Wayback Machine.] | Аустрія (Відень)  |                  |
| 10                     | 1937                   | 1/8                    | 13.06.1937, Болонья      | Болонья                | 1:2 [Архівовано 25 лютого 2021 у Wayback Machine.]   | Аустрія (Відень)  |                  |
| 11                     | 1937                   | 1/8                    | 25.06.1937, Відень       | Аустрія (Відень)       | 5:1 [Архівовано 5 листопада 2020 у Wayback Machine.] | Болонья           |                  |
| 12                     | 1939                   | 1/4                    | 18.06.1939, Бухарест     | Венус (Бухарест)       | 1:0                                                  | Болонья           |                  |
| 13                     | 1939                   | 1/4                    | 25.06.1939, Болонья      | Болонья                | 5:0                                                  | Венус (Бухарест)  |                  |
| 14                     | 1939                   | 1/2                    | 9.07.1939, Болонья       | Болонья                | 3:1 [Архівовано 7 квітня 2020 у Wayback Machine.]    | Ференцварош       |                  |
| 15                     | 1939                   | 1/2                    | 16.07.1939, Будапешт     | Ференцварош            | 4:1 [Архівовано 7 квітня 2020 у Wayback Machine.]    | Болонья           |                  |
| Всього в кубку Мітропи | Всього в кубку Мітропи | Всього в кубку Мітропи | Всього в кубку Мітропи   | Всього в кубку Мітропи | 15                                                   |                   | 0                |

## Титули і досягнення
- Чемпіон Італії (4):

«Болонья»: 1935–1936, 1936–1937, 1938–1939, 1940–1941
- Володар Кубка Центральної Європи (1):

Італія: 1933-35
- Переможець міжнародного турніру до всесвітньої виставки у Парижі:

«Болонья»: 1937